# Lakky József
Lakky József (Budapest, 1924. november 14. – Budapest, 1989. szeptember 15.) magyar színész.

## Élete
Szülei Lakky József gépkezelő és Erdős Ilona, akik 1922. október 29-én kötöttek házasságot Budapesten. 1946–47-es első évadját Szolnokon, a következőket Pécsett és Kaposváron töltötte. 1949-ben szerződött a Szegedi Nemzeti Színházhoz. Egy, az Állami Faluszínháznál töltött évad (1953–54) kivételével 1970-ig maradt a csongrádi társulat tagja. 1970 őszétől 1973-ig a Békés Megyei Jókai Színházban játszott. Az 1973–74-es évadtól a kecskeméti Katona József Színház tagja volt 60 éves koráig, 1984-ig.
Főként a személyiségéhez közelálló vígjátéki és karakterszerepeket alakított. Repertoárja jelentős részét tették ki az operettek. Legemlékezetesebb alakításait vígjátékokban és operettekben nyújtotta. Élete utolsó évtizedében néhány filmben is játszott epizodistaként.
Az 1956-os forradalom idején tanúsított magatartása miatt személyre szabott büntetésképp 1959-ben bevonták a jogosítványát, ami nagy csapás volt a szenvedélyes autós Lakkynak.

## Szerepei
- Ábrahám Pál: Bál a Savoyban — Musztafa bej
- Ábrahám Pál: Viktória — Jancsi
- Aldobolyi Nagy György: Charlie nénje — Stephen Spittigue
- Anouilh: Becket, vagy isten becsülete — A Pápa
- Lyman Frank Baum–Schwajda György: Óz, a nagy varázsló — Óz; Drótostót
- Samuel Beckett: Ó, azok a szép napok! — Willie
- Paul Burkhard: Tűzijáték — Az apa
- Czakó Gábor: Karcsi — Kőműves; Adjunktus; Személyzetis; Dunaújvárossy
- Csehov: Lakodalom — Fjodor Jakovlevics Revunov-Karaulov
- Csiky Gergely: A nagymama — Tódorka
- Csizmarek Mátyás: Bújócska — Marosi Jóska
- Csizmarek Mátyás–Nádasi László–Semsei Jenő: Érdekházasság — Venczel
- De Fries Károly: Ilyenek a férfiak — Johnny
- Dunajevszkij: Szabad szél — Filipp; Miki
- Dunajevszkij–Miljutyin–Pálos György: Filmcsillag — Tolja
- Eisemann Mihály: Bástyasétány 77 — John
- Leo Fall: Sztambul rózsája — Müller
- Howard Fast: Harminc ezüstpénz — Fuller
- Fejes Endre: Az angyalarcú — Pislogó
- Fejes Endre: Rozsdatemető — Híres István
- Fényes Szabolcs: Szombat délután — Beretvás
- Georges Feydeau: Osztrigás Mici — Petypon du Grélé tábornok
- Aleksander Fredro: Hölgyek és huszárok — Kapitány
- Friedl Frigyes–Somló Sándor: Levendula — Megyeri Károly
- Fülöp Kálmán: Bajnokcsapat — Tóth professzor
- Tamara Gabbe: Jean, a verhetetlen — Király
- Gáspár Margit: Az állam én vagyok — Von Dostow
- Siegfried Geyer: Gyertyafénykeringő — Boucher márki
- Gogol: A revizor — Luka Lukics Hlopov
- Görgey Gábor: Bulvár — Mr. Szabó
- Gribojedov: Az ész bajjal jár — Famuszov
- Gyurkovics Tibor–Szakonyi Károly: De ki lesz a gyilkos? — Trafó-Nagy
- Hárs László–Romhányi József: Barátom a miniszter — Favier
- Ray Henderson: Diákszerelem — Charles Kenyon
- Hernádi Gyula: Királyi vadászat — Gratz Gusztáv
- Hervé: Nebáncsvirág — Loriot őrmester
- Nâzım Hikmet: Damoklesz kardja — Az ügynök
- Horváth Jenő: A szabin nők elrablása — Rettegi Fridolin; Raposa Bogdán
- Hubay Miklós: Én vagyok Ravelszki — Limanoff
- Hunyady Sándor: Feketeszárú cseresznye — Csaholy
- Huszka Jenő: Gül Baba — Mujkó
- Huszka Jenő: Lili bárónő — Remeteházi Galambos Frédi
- Huszka Jenő: Mária főhadnagy — Zwikli Tóbiás
- Huszka Jenő: Szép Juhászné — Xavér
- Ilf–Petrov: Heves érzelem — Marhockij
- Jacobi Viktor: Sybill — Poire; Kormányzó
- Jacobi Viktor: Leányvásár — Fritz
- Kállai István: Majd a papa — A papa
- Kálmán Imre: A bajadér — La Tourelle Fülöp
- Kálmán Imre: Cirkuszhercegnő — Sergius Vladimir
- Kálmán Imre: Marica grófnő — Báró Zsupán Kálmán; Stróbach
- Kaszó Elek–Tóth Miklós-Hajdu Júlia: Füredi komédiások — Bogdán
- Katajev: Bolond vasárnap — Zurcsev; Kosztya
- Katona József: Ziska — Tanácsnok
- Kerekes János: Állami áruház — Dániel
- Kerekes János–Bródy Tamás: Palotaszálló — Marci
- Jean Kerr: Mary, Mary — Bob
- Kisfaludy Károly: Három egyszerre — Ormi Sándor
- Kövesdi Nagy Lajos: Szegény kis nyomozó — Pampáni
- Eugène Labiche–Marc Michel: Olasz szalmakalap — Vézinet
- Láng György: Két férfi az ágy alatt — Sabrin; Alekszandr Gyemjanovics
- Borisz Andrejevics Lavrenyov: Amerika hangja — Percy Butler
- Lehár Ferenc: Luxemburg grófja — Sir Basil; Brissard
- Lehár Ferenc: A mosoly országa — Főeunuch
- Lehár Ferenc: A víg özvegy — Nyegus
- Mitch Leigh: La Mancha lovagja — A borbély
- Lendvay Kamilló: Knock out — Peleden
- Méhes György: Barbár komédia — Buxinx
- Méhes György: Mi férfiak — Jámbor
- Vlagyimir Mihajlov–Lev Szamojlov: Titkos háború — Cingár tiszt
- Mikszáth Kálmán–Benedek András–Karinthy Ferenc: A Noszty fiú esete Tóth Marival — Malinka
- Miljutyin: Havasi kürt — Bogdan Szuszik
- Miljutyin: Nyugtalan boldogság — Nyikifor
- Mocsár Gábor: Mindenki városa — Rezső
- Molière: Képzelt beteg — Csavaró
- Molière: Úrhatnám polgár — Szabómester
- Molnár Ferenc: A doktor úr — Puzsér
- Marguerite Monnot: Irma, te édes — Dörzsölt Jojó
- Móra Ferenc–Tömöry Péter: Rab ember fiai — Piszlicár; Cselebi; Hasszán
- Móricz Zsigmond: Nem élhetek muzsikaszó nélkül — Viktor
- Nádasi László: Házasságról szó sem lehet! — Lajos bácsi
- Németh László: VII. Gergely — Rajner
- Dario Niccodemi–Brand István: Tacskó — Giulio
- Offenbach: A gerolsteini nagyhercegnő — Chassé; Bumm tábornok
- Offenbach: Eljegyzés lámpafénynél
- Padisák Mihály: A sztár is meztelen — Dr. Láz
- Jack Popplewell: Kezeket fel! — Pidgeon
- Leonyid Nyikolajevics Rahmanov: Viharos alkonyat — Kuprianov
- Romhányi József: Hamupipőke — Szakácstakácskovács
- Hans Sachs: Paradicsomjáró diák — Diák
- Saint-Exupéry–Forgács András: A kis herceg — Hiú; Iszákos; Lámpagyújtogató; Váltóőr
- Sárközy István: A szelistyei asszonyok — Mujkó
- Scserbacsov: Dohányon vett kapitány — Akaki; Anton Szvinyin
- Shakespeare: Minden jó, ha vége jó — Lafeu
- Shakespeare: Pericles — Boult
- Shakespeare: Szentivánéji álom — Gyalu
- Shakespeare: A windsori víg nők — Nym
- Stark Tibor: Százszor is szeretlek — Agglegény
- Alekszandr Stein: Verzió — Egy ember a régi rendszerből
- Johann Strauss d. S.: A cigánybáró — Feri
- Johann Strauss d. S.: Egy éj Velencében — Pappacoda
- Johann Strauss d. S.–Innocent Vincze Ernő: Bécsi diákok — Torlay Gerzson
- Székely Endre: Aranycsillag — Kálmán
- Szigligeti Ede: Liliomfi — Schwartz; Schwartz Adolf
- Szigligeti Ede: Nagyapó — Bojti gróf
- Brandon Thomas: Charlie nénje — Albert pedellus
- Tóth Ede: A falu rossza — Gonosz Pista
- Lope de Vega: A kertész kutyája — Fabio
- Viski András: Juvenália — Dömötör Dömötör
- Vszevolod Vitaljevics Visnyevszkij: Optimista tragédia — Főkolompos
- Zeller: A madarász — Theodor

## Filmjei
- Csak semmi pánik... (1982)
- Első kétszáz évem (1986)
- Bánk bán (1987, tv)
- Hanna's War (Egyesült Államok, rendezte: Menahem Golan, 1988)